# 燕尾服 (電影)
《神奇燕尾服》（英語：The Tuxedo）是一部於2002年的美國動作喜劇片。

## 劇情
该片讲述出租车司机吉米·唐（成龙）帮助美国中央情报局破案的故事。該司機每次穿上高科技功能的無尾禮服，更能讓成功力大增，大顯身手

## 演員
| 演员               | 角色          | 备注               |
| 成龙               | 吉米·唐       | 出租车司机         |
| 詹妮弗·洛芙·休伊特 | 黛儿·布兰妮   | 美国中央情报局探员 |
| 詹森·艾萨克        | 克拉克·戴弗林 |                    |
| 戴比·马扎          | 斯蒂娜        |                    |
| 里奇·柯斯特        | 迪特里希·班宁 |                    |

靈魂樂教父—詹姆士·布朗在劇中客串演自己。

## 評價
爛番茄根據138條評論，本片獲得22%的新鮮度，平均得分4.4／10，觀眾投票獲得30%的分數，平均得分為2.7／5。在Metacritic上，本片獲得30分。

## 外部連結
- Yahoo奇摩電影上《燕尾服》的資料（繁體中文）
- 開眼電影網上《燕尾服》的資料（繁體中文）
- 豆瓣电影上《神奇燕尾服》的資料 （简体中文）
- 时光网上《神奇燕尾服》的資料（简体中文）
- AllMovie上《燕尾服》的资料（英文）
- 爛番茄上《燕尾服》的資料（英文）
- Box Office Mojo上《燕尾服》的資料（英文）
- Metacritic上《燕尾服》的資料（英文）
- 互联网电影数据库（IMDb）上《燕尾服》的资料（英文）